# Sizilianische Bischofskonferenz
Die Sizilianische Bischofskonferenz (ital.: Conferencia Episcopale Siciliana, kurz C.E.Si.) ist ein Zusammenschluss der Bischöfe der Römisch-Katholischen Kirche von Sizilien. Das sind die Diözesanbischöfe der 17 Diözesen, die den 5 Kirchenprovinzen der Kirchenregion Sizilien angehören, und der Eparch der immediaten Eparchie Piana degli Albanesi.
Die Sizilianische Bischofskonferenz ist ein Teil der Italienischen Bischofskonferenz. Einige Bischöfe, die in der Sizilianischen Bischofskonferenz Delegierte für bestimmte Aufgabenbereiche sind, gehören in der Italienischen Bischofskonferenz den entsprechenden Kommissionen an.

## Organigramm
Der Sizilianischen Bischofskonferenz gehören die folgenden Bischöfe an:
| Name                   | Amt                                                | Aufgabenbereich in der C.E.Si. |
| ---------------------- | -------------------------------------------------- | --- |
| Antonino Raspanti      | Bischof von Acireale                               | Präsident der C.E.Si. |
| Corrado Lorefice       | Erzbischof von Palermo                             | Vizepräsident der C.E.Si. Beauftragter für Migration                                                                                   |
| Guglielmo Giombanco    | Bischof von Patti                                  | Generalsekretär der C.E.Si. Beauftragter für Klerus                                                                                    |
| Francesco Montenegro   | Administrator von Piana degli Albanesi             | |
| Giovanni Accolla       | Erzbischof von Messina-Lipari-Santa Lucia del Mela | Beauftragter für Wohltätigkeit Beauftragter für Gesundheit                                                                             |
| Alessandro Damiano     | Erzbischof von Agrigent                            | Beauftragter für den Dienst zur Förderung der wirtschaftlichen Unterstützung der Kirche Beauftragter für den Schutz von Minderjährigen |
| Francesco Lomanto      | Erzbischof von Syrakus                             | Beauftragter für Kultur und soziale Kommunikation                                                                                      |
| Luigi Renna            | Erzbischof von Catania                             | Beauftragter für die Seminare Beauftragter für Berufungen                                                                              |
| Gualtiero Isacchi      | Erzbischof von Monreale                            | Beauftragter für Freizeit, Tourismus und Sport                                                                                         |
| Pietro Maria Fragnelli | Bischof von Trapani                                | Beauftragter für Familie Beauftragter für Jugend                                                                                       |
| Rosario Gisana         | Bischof von Piazza Armerina                        | Beauftragter für Glaubenslehre und Katechese                                                                                           |
| Giuseppe La Placa      | Bischof von Ragusa                                 | Beauftragter für Liturgie |
| Giuseppe Marciante     | Bischof von Cefalù                                 | Beauftragter für Soziales, Arbeit, Recht und Frieden und Bewahrung der Schöpfung                                                       |
| Angelo Giurdanella     | Bischof von Mazara del Vallo                       | Beauftragter für die missionarische Zusammenarbeit zwischen den Kirchen                                                                |
| Calogero Peri          | Bischof von Caltagirone                            | Beauftragter für kirchliches Kulturgut und Gotteshäuser                                                                                |
| Mario Russotto         | Bischof von Caltanissetta                          | Beauftragter für das gottgeweihte Leben                                                                                                |
| Giuseppe Schillaci     | Bischof von Nicosia                                | Beauftragter für katholische Erziehung, Schule und Universität                                                                         |
| Salvatore Rumeo        | Bischof von Noto                                   | Beauftragter für die Laien |
| Cesare Di Pietro       | Weihbischof in Messina-Lipari-Santa Lucia del Mela | Beauftragter für Ökumene und interreligiösen Dialog                                                                                    |